# The Teardrop Explodes
The Teardrop Explodes est un groupe de post-punk et neo-psychedelia britannique, originaire de Liverpool, en Angleterre. Il s'est formé en 1978 et s'est séparé en 1983.

## Biographie

### Origines et débuts
Leur nom est tiré du Marvel Comics Daredevil n° 77. Arrivé dans la région de Merseyside en 1976 (en tant qu'étudiant au Liverpool College of Higher Education), Julian Cope s'implique dans la scène post-punk émergente de Liverpool. Son premier groupe est Crucial Three, qu'il forme sur place avec Ian McCulloch (futur Echo and the Bunnymen) et Pete Wylie (qui formera Wah!) – dans lequel Cope joue comme bassiste.
Avec Cope comme chanteur et bassiste, The Teardrop Explodes se complète avec l'arrivée de Simpson et Finkler de l'ère A Shallow Madness. Le groupe signe par la suite au label indépendant local Zoo Records, dirigé par l'ex-membre de Dalek I Love You et Big In Japan, David Balfe, et Bill Drummond. Un autre groupe signé au label est Echo and the Bunnymen, qui maintiendra une relation amour/haine avec les Teardrops durant leur existence,.

### Kilimanjaro
The Teardrop Explodes publient leur premier single, Sleeping Gas, en février 1979. La présence scénique de Simpson est telle qu'il rivalisera avec Cope en concert, et, par accord commun, les deux décident que la scène est assez grande pour deux. Simpson quitte le groupe au printemps, puis forme The Wild Swan, et s'associe avec Ian Broudie pour former Care. Il est d'abord remplacé par Ged Quinn, qui jouera la tournée britannique des Teardrops. Mais le co-manager David Balfe était déjà sur le coup pour devenir membre officiel des Teardrops : en juillet 1979, il remplace Quinn aux claviers,.
Leur prochain single, Bouncing Babies, inspire d'elle-même une chanson hommage: I Can't Get Bouncing Babies by the Teardrop Explodes de The Freshies. En février 1980, le groupe sort son troisième et dernier single chez Zoo Records, Treason, qui est enregistré à Londres avec les producteurs Clive Langer et Alan Winstanley. En été 1980, The Teardrop Explodes commencent à enregistrer son premier album, Kilimanjaro, aux Rockfield Studios de Monmouthshire. Finkler est remplacé par leur collègue de Dalek I Love You, Alan Gill.
À sa sortie en fin d'année, Kilimanjaro atteint la 24e place de l'UK Albums Chart et le groupe tourne en son soutien. Un autre single extrait de l'album,publié près d'un an plus tard, en septembre 1981, est Ha-Ha I'm Drowning accompagné de Poppies in the Field ; les premiers pressages s'accompagnent d'une réédition bonus du single Bouncing Babies.

### Succès
En novembre 1980, Alan Gill quitte The Teardrop Explodes, ne souhaitant plus s'investir dans les tournées. Cope exprimera plus tard le concernant qu'il était une force créative puissante pour le groupe, mais dans la mesure où le groupe commençait à se populariser, il ne voulait pas faire « face à l'adversité ». Gill est remplacé par l'ancien guitariste de Shake, Troy Tate, mais les relations tendues entre Cope et Balfe s'empirent à tel point que Balfe s'occupera des claviers, même s'il souhaitait toujours s'impliquer dans le management du groupe. Alan Gill parvient à réaliser une nouvelle chanson avec Cope. Elle est publiée comme nouveau single sous le titre Reward. En janvier 1981, elle atteint la 6e place de l'UK Singles Chart (avec Balfe qui mimera la trompette lors de leur apparition à Top of the Pops).
Le groupe se délocalise à Londres pour profiter de sa popularité grandissante. Pour les tournées qui suivent, deux nouveaux membres sont engagés – le claviériste Jeff Hammer et le bassiste Alfie Agius (ce dernier libère Cope qui se concentrera sur le chant et la guitare rythmique). Malgré des tensions internes, The Teardrop Explodes se retrouvent à leur pic de popularité. En mars, le groupe joue des dates américaines. En avril, le groupe sort un autre hit du top 20, une réédition de Treason. Un autre single, When I Dream, est diffusé sur la radio américaine progressive, permettant au groupe d'attirer de nouveaux fans.
À son retour au Royaume-Uni, The Teardrop Explodes enregistrent le morceau Passionate Friend (qui parle supposément des relations amoureuses entre Cope et la sœur d'Ian McCulloch, ce qui ne fera qu'empirer les mésententes entre Cope et son ancien partenaire de groupe). Publié comme single, il atteint la 25e place de l'UK Chart.

### Derniers albums
Le deuxième album du groupe, Wilder, est enregistré à Londres en novembre 1981 avec Cope, Dwyer, Tate et Balfe. Contrairement au premier album, qui est un effort plus collectif, Wilder tient plus de Cope (qui a écrit chaque morceau de l'album). L'album atteint la 39e place de l'UK Chart et est certifié disque d'argent par la BPI. Le prochain single, Colours Fly Away, atteint la 57e place des charts.
À la fin 1981 (et avec Ronnie François désormais à la basse), le groupe joue au Pyramid Club de Liverpool, où ils réalisent Club Zoo. Le groupe entreprend une tournée en Europe, aux États-Unis et en Australie, recrutant dans la foulée le trompettiste Ted Emmett (ex-64 Spoons) sur scène. En mars 1982, les frictions internes au sein des Teardrops atteignent leur apogée. Cope repartira à Tamworth, Staffordshire. À ce stade, le groupe devient un trio, et perd Tate, Francois et Emmett,.
En septembre 1982, le groupe revient aux Rockfield Studios pour enregistrer un troisième album avec Cope, Dwyer et Balfe. Le groupe se sépare en 1983. En février 1983, Mercury Records sort l'EP posthume des Teardrop Explodes, You Disappear From View.

## Discographie

### Albums studio
- 1980 : Kilimanjaro
- 1981 : Wilder
- 1990 : Everybody Wants to Shag... the Teardrop Explodes

### Singles
- 1979 : Sleeping Gas
- 1979 : Bouncing Babies
- 1980 : Treason
- 1980 : When I Dream
- 1980 : Reward
- 1981 : Ha-Ha I'm Drowning
- 1981 : Passionate Friend
- 1981 : Colours Fly Away
- 1982 : Tiny Children
- 1983 : You Disappear from View
- 1990 : Serious Danger

### Compilations / Rééditions / Live
- 1990 : Piano
- 1992 : Floored Genius: The Best of Julian Cope and the Teardrop Explodes
- 2001 : The Greatest Hits
- 2004 : Zoology (Inédits et raretés)
- 2007 : Peel Sessions Plus (1979-82)
- 2010 : Kilimanjaro (Réédition Deluxe inclus 24 titres bonus)
- 2023 : Culture Bunker 1978-82 (Coffret 6CD : Singles, faces B, Live, inédits)